# コメット (企業)

コメット株式会社（英: COMET Corporation、登記社名: コメツト株式会社）は、東京都港区新橋に本社を置く、通信用アンテナを製造する企業。

## 沿革
- 1981年（昭和56年）3月 - 会社設立。

## 事業所
- 埼玉工場 - 埼玉県さいたま市南区辻4丁目18番2号
- 大阪営業所

## 製品
- アマチュア無線用アンテナ
  - モービルアンテナ
  - ハンディアンテナ
  - HF広帯域アンテナ
  - 固定型アンテナ
- 航空無線受信用アンテナ
- 無線LAN用アンテナ
- 定在波比アナライザー
- 人工接地グランド
- アンテナカプラー
- アンテナチューナー
- パワーメーター
- 電源
  - DC-DCインバーター
  - 直流安定化電源装置
- 同軸ケーブル
- アンテナ基台
- 伸縮ポール
- アンテナアクセサリー